# توماس وليامز (رسام كارتون)
توماس وليامز (بالإنجليزية: Thomas Williams)‏ هو رسام كارتون بريطاني، ولد في 17 أكتوبر 1940 في ستوكتون أون تيز ‏ في المملكة المتحدة، وتوفي في 8 مايو 2002.